# Oost-Saksisch voetbalkampioenschap 1921/22
In 1921/22 werd het twintigste voetbalkampioenschap van Oost-Saksen gespeeld, dat georganiseerd werd door de Midden-Duitse voetbalbond. Dresdner Fußballring werd kampioen en plaatste zich voor de Midden-Duitse eindronde. In de groepsfase met zeven clubs werd de club derde.

## Kreisliga
| Plaats | Club                         | Wed. | W  | G | V  | Saldo | Ptn.  |
| ------ | ---------------------------- | ---- | -- | - | -- | ----- | ----- |
| 1.     | Dresdner FC Fußballring 1902 | 14   | 11 | 1 | 2  | 28:8  | 23:5  |
| 2.     | SV Brandenburg 01 Dresden    | 14   | 10 | 1 | 3  | 50:23 | 21:7  |
| 3.     | SV 06 Dresden                | 14   | 8  | 4 | 2  | 28:20 | 20:8  |
| 4.     | SV Guts Muts Dresden         | 14   | 8  | 1 | 5  | 33:19 | 17:11 |
| 5.     | Dresdner SC                  | 14   | 5  | 1 | 8  | 30:32 | 11:17 |
| 6.     | BC Sportlust Dresden         | 14   | 4  | 2 | 8  | 20:32 | 10:18 |
| 7.     | VTB Jahn Dresden             | 14   | 2  | 3 | 9  | 15:41 | 7:21  |
| 8.     | Dresdner SpVgg 05            | 14   | 1  | 1 | 12 | 16:45 | 3:25  |

SG Dresden nam de naam VTB Jahn Dresden aan.
|  | Kampioen            |
|  | Degradatie play-off |

## 1. Kreisklasse

### Kreisklasse Ostsachsen
| Plaats | Club                             | Wed. | W | G | V | Saldo | Ptn.  |
| ------ | -------------------------------- | ---- | - | - | - | ----- | ----- |
| 1.     | BC 1908 Radebeul                 | 14   |   |   |   | 40:19 | 23:05 |
| 2.     | Sportgesellschaft 1893 Dresden   | 13   |   |   |   | 25:15 | 19:07 |
| 3.     | VfR 1908 Dresden                 | 12   |   |   |   | 29:16 | 18:06 |
| 4.     | FC 1908 Sportbrüder Dresden      | 13   |   |   |   | 25:23 | 14:12 |
| 5.     | Pirnaer SC 1903                  | 13   |   |   |   | 23:22 | 10:16 |
| 6.     | SC Dresdensia 1898 Dresden       | 13   |   |   |   | 24:33 | 10:16 |
| 7.     | SV 1908 Meißen                   | 14   |   |   |   | 09:26 | 06:22 |
| 8.     | SpVgg Eintracht-Viktoria Dresden | 14   |   |   |   | 12:35 | 06:22 |

|  | Finale |

### Kreisklasse Oberlausitz
| Plaats | Club                    | Wed. | W | G | V | Saldo | Ptn.  |
| ------ | ----------------------- | ---- | - | - | - | ----- | ----- |
| 1.     | Zittauer BC             | 7    | 6 | 0 | 1 | 16:06 | 12:02 |
| 2.     | SV 1904 Budissa Bautzen | 7    | 5 | 1 | 1 | 25:10 | 11:03 |
| 3.     | BC Sportlust Zittau     | 7    | 4 | 1 | 2 | 13:14 | 09:05 |
| 4.     | SV 1911 Löbau           | 5    | 1 | 1 | 3 | 03:13 | 03:07 |
| 5.     | SpVgg 1908 Bautzen      | 7    | 1 | 1 | 5 | 04:15 | 03:11 |
| 6.     | SC Großschönau          | 5    | 0 | 0 | 5 | 02:05 | 00:10 |

### Finale
| Team 1           | Uitslag | Team 2      |
| ---------------- | ------- | ----------- |
| BC 1908 Radebeul | 2-1     | Zittauer BC |

## Degradatie play-off
| Team 1             | Uitslag | Team 2           |
| ------------------ | ------- | ---------------- |
| SpVgg 1905 Dresden | 3-2     | Radebeuler BC 08 |

Radebeuler BC 08 protesteerde met succes tegen de 3-2 uitslag waardoor de wedstrijd opnieuw gespeeld werd.
| Team 1             | Uitslag | Team 2           |
| ------------------ | ------- | ---------------- |
| SpVgg 1905 Dresden | 2-0     | Radebeuler BC 08 |